# Дельгадо, Валентино
Антонио Валентино Дельгадо Калисайя (исп. Antonio Valentino Delgado Calisaya; родился 11 сентября 2006, Лима) — перуанский футболист, полузащитник клуба «Академия Депортива Кантолао».

## Клубная карьера
Воспитанник футбольной академии клуба «Академия Депортива Кантолао». В основном составе клуба 16-летний Дельгадо дебютировал 4 февраля 2023 года в матче против «Университарио», став самым юным игроком в высшем дивизионе чемпионата Перу в 2023 году.

## Карьера в сборной
Весной 2023 года в составе сборной Перу до 17 лет сыграл на чемпионате Южной Америки (до 17 лет).